# سه مرد برای کشتن
سه مرد برای کشتن (فرانسوی: Trois hommes à abattre‎) فیلمی در ژانر جنایی و نئو-نوآر به کارگردانی ژاک دوره است که در سال ۱۹۸۰ منتشر شد. از بازیگران آن می‌توان به آلن دلون، دالیا دی لاتسارو، میشل اوکلر و فئودور آتکین اشاره کرد.